# جولیا اشتاین‌گروبر
جولیا اشتاین‌گروبر (به آلمانی: Giulia Steingruber) ژیمناست زادهٔ ۲۴ مارس ۱۹۹۴ میلادی اهل کشور سوئیس است.
از افتخارات وی میتوان به کسب مدال برنز پرش از خرک در بازی‌های المپیک تابستانی ۲۰۱۶ اشاره کرد.